# Coluche
Coluche, pseudonimo di Michel Gérard Joseph Colucci (Parigi, 28 ottobre 1944 – Opio, 19 giugno 1986), è stato un attore e comico francese.

## Biografia
Coluche nacque presso l'ospedale Maternité Notre-Dame de Bon Secours, nel 14° arrondissement di Parigi, il 28 ottobre 1944, figlio di un immigrato italiano originario di Casalvieri (in provincia di Frosinone), Honorio Colucci (1916-1947), di professione imbianchino, e di Simone Bouyer (1920-1994), detta Monette, una fioraia francese. Aveva una sorella maggiore di nome Danièle, nata nel 1942.
Adottò il nome d'arte di Coluche all'età di 26 anni, quando cominciò la sua carriera. Divenne celebre per le sue battute e il suo atteggiamento irriverente verso la politica e il governo. Durante la sua attività di comico televisivo, nella seconda metà degli anni 70, ebbe modo anche di pubblicare alcuni 45 giri che altro non erano che alcuni suoi sketch trasposti su vinile, tra i quali Le schmiblick (parodia di un famoso quiz) arrivò anche al primo posto per alcune settimane nel 1975. Nello stesso anno sposò Véronique Kantor, da cui ebbe due figli, Romain e Marius.
Il 30 ottobre 1980, in un periodo critico per la Francia, alle prese con crescenti disoccupazione e inflazione, durante una conferenza stampa presso il Théâtre du Gymnase Coluche dichiarò di volersi candidare alle elezioni presidenziali francesi del 1981. L'annuncio fu accolto come una scherzosa provocazione, fino a quando il settimanale domenicale Le Journal du Dimanche pubblicò un sondaggio che mostrava che l'attore aveva l'appoggio del 16% di elettori potenziali. La sua "campagna elettorale" fu appoggiata dal periodico satirico Charlie Hebdo ed ebbe il sostegno di alcuni intellettuali del calibro di Pierre Bourdieu, Félix Guattari e Gilles Deleuze. La politica tradizionale lo considerava assolutamente una potenziale minaccia, in particolare il futuro presidente François Mitterrand, il presidente uscente e ricandidato Valéry Giscard d'Estaing e il segretario del partito comunista francese Georges Marchais che, nei sondaggi, si vedeva superato. Nonostante i tentativi, non riuscirono a fermare Coluche né le pressioni ricevute, né le minacce di morte e nemmeno l'assassinio (poi rivelatosi di natura passionale, senza legami politici) del suo manager René Gorlin; tuttavia, dopo che alle televisioni e alla radio fu proibito di farlo parlare, egli si trovò privato di ogni mezzo di espressione e fra l'altro di quelli in cui riusciva meglio, il che lo spinse, nel marzo del 1981, ad annunciare il ritiro della sua candidatura. 
Nel 1983 Coluche ricevette il Premio César come migliore attore per la sua interpretazione nel film Ciao amico (Tchao pantin). Nel 1984 apparve nella commedia Dagobert di Dino Risi, mentre l'anno successivo recitò al fianco del comico italiano Beppe Grillo nel film Scemo di guerra (1985), sempre di Risi.

### Restos du cœur

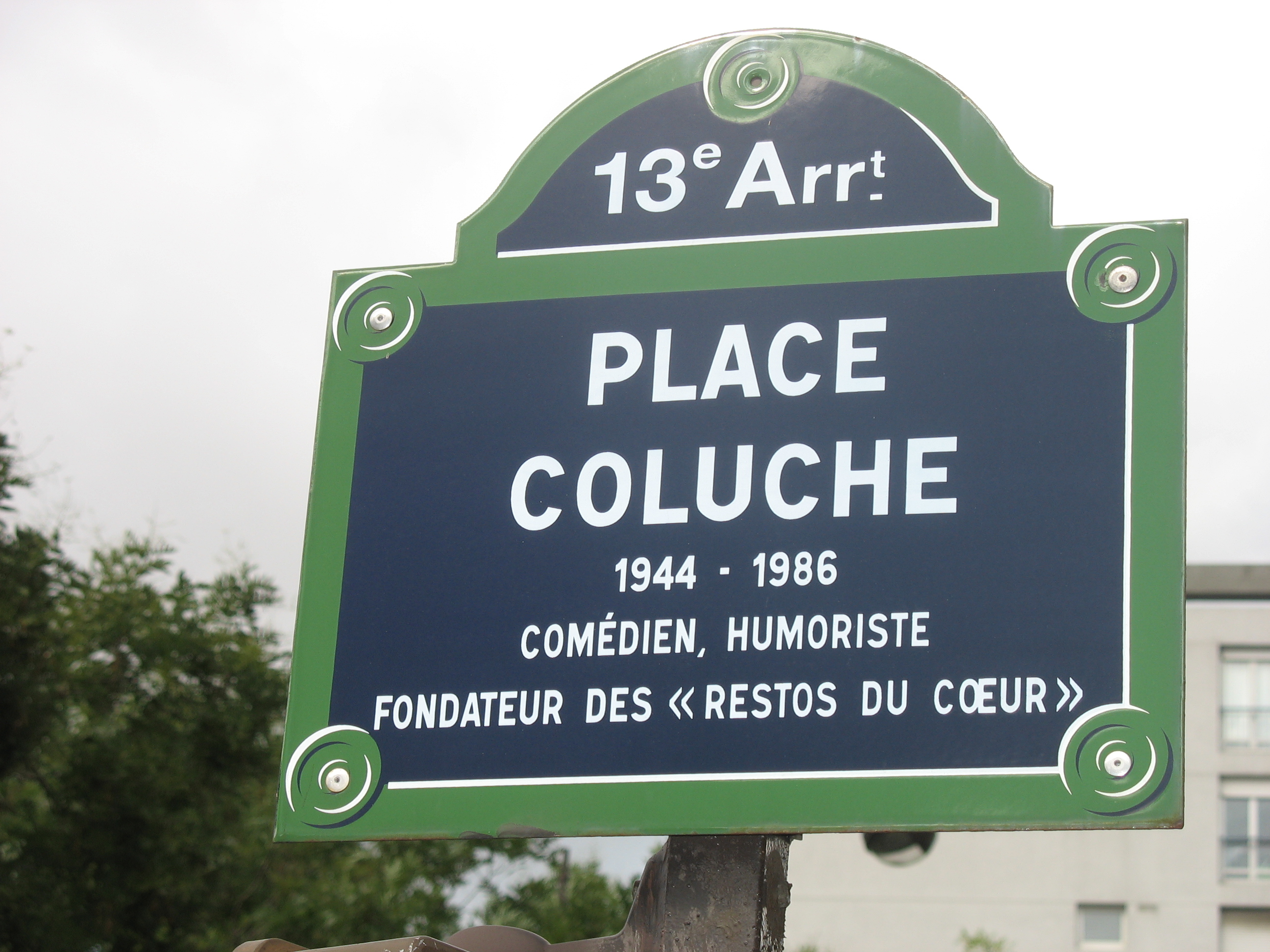
Piazza Coluche, a Parigi

Nel 1985 fondò i Restos du cœur, un'associazione preposta alla raccolta di cibo, denaro e vestiti destinati ai bisognosi e ai senzatetto. L'anno dopo iniziò a promuovere l'associazione proponendo ad alcuni vip uno spettacolo di beneficenza, che è organizzato annualmente e trasmesso in televisione.
Coluche e l'Abbé Pierre fecero proprio questo motto, di Jacques Brel: N'étaient pas du même bord, mais cherchaient le même port ("Non erano della stessa sponda, ma cercavano lo stesso porto").

### La morte
Coluche morì il 19 giugno 1986 all'età di 41 anni, per un incidente in moto, mentre percorreva la strada da Cannes a Opio. Venne sepolto nel Cimitero di Montrouge. La sua morte ispirò l'album Putain de camion, del cantautore Renaud, suo amico.

## Filmografia
- Le pistonné, regia di Claude Berri (1970)
- La favolosa storia di pelle d'asino (Peau d'âne), regia di Jacques Demy (1970)
- Madame, êtes-vous libre? - serie TV (1971)
- Tre canaglie e un piedipiatti (Laisse aller, c'est une valse), regia di Georges Lautner (1971)
- La pendolare (Elle court, elle court la banlieue), regia di Gérard Pirès (1973)
- L'an 01, regia di Jacques Doillon (1973)
- Il mangiaguardie (Themroc), regia di Claude Faraldo (1973)
- Cinque matti al supermercato (Le Grand bazar), regia di Claude Zidi (1973)
- La Ligne de démarcation - serie TV, 1 episodio (1973)
- La Cloche tibétaine - miniserie TV, 4 episodi (1974)
- Salavin - film TV (1975)
- Il cadavere era già morto (Les Vécés étaient fermés de l'intérieur), regia di Patrice Leconte (1976)
- L'ala o la coscia? (L'Aile ou la cuisse), regia di Claude Zidi (1976)
- Drôles de zèbres, regia di Guy Lux (1977)
- Vous n'aurez pas l'Alsace et la Lorraine, regia di Coluche (1977)
- Un commissario al di sotto di ogni sospetto (Inspecteur la Bavure), regia di Claude Zidi (1980)
- Signé Furax, regia di Marc Simenon (1981)
- Le maître d'école, regia di Claude Berri (1981)
- Elle voit des nains partout!, regia di Jean-Claude Sussfield (1982)
- Due ore meno un quarto avanti Cristo (Deux heures moins le quart avant Jésus-Christ), regia di Jean Yanne (1982)
- Banzaï, regia di Claude Zidi (1983)
- La femme de mon pote, regia di Bertrand Blier (1983)
- Ciao amico (Tchao Pantin), regia di Claude Berri (1983)
- Dagobert, regia di Dino Risi (1984)
- La vengeance du serpent à plumes, regia di Gérard Oury (1984)
- Les rois du gag, regia di Claude Zidi (1985)
- Sac de noeuds, regia di Josiane Balasko (1985)
- Scemo di guerra, regia di Dino Risi (1985)

## Premi e riconoscimenti
- Premio César 1984 - Miglior attore per Ciao amico

## Doppiatori italiani
- Gianfranco Bellini in L'ala o la coscia?
- Elio Pandolfi in Un commissario al di sotto di ogni sospetto
- Gianni Bonagura in Dagobert
- Giuseppe Rinaldi in Scemo di guerra

### Video
(FR) Jean-Louis Perez e Michel Despratx, Coluche, un clown ennemi d'état - Enquête - Documentaire complet - PL, su youtube, Portraits du Monde, 14 dicembre 2023. URL consultato il 27 aprile 2024.